# Георг-Ганс Райнгардт
Георг-Ганс Райнгардт (нім. Georg-Hans Reinhardt; 1 березня 1887, Бауцен — 22 листопада 1963, Тегернзе) — німецький воєначальник часів Третього Рейху, генерал-полковник (1942) Вермахту. Кавалер Лицарського хреста Залізного хреста з Дубовим листям‎ та Мечами (1944).

## Біографія
Поступив на військову службу в березні 1907 року. Учасник Першої світової війни. За бойові заслуги відзначений численними нагородами.
Після Першої світової війни залишився на службі в рейхсвері. У листопаді 1938 року призначений командиром 4-ї танкової дивізії.
Учасник Польської кампанії. З лютого 1940 року командував 41-м моторизованим корпусом. Учасник Французької і Балканської війни, а також німецько-радянської війни.
5 жовтня 1941 призначений командувачем 3-ю танковою групою при наступі на Москву, продовжував командувати 3-ю танковою армією (перейменована з 3-ї танкової групи 31 грудня 1941 року) в складі групи армій «Центр» протягом 1942-1944 років.
Після розгрому німецької групи армій «Центр» в Білорусі влітку 1944 року, 16 серпня 1944 року призначений її головнокомандувачем. На чолі групи армій вів запеклі бої проти наступаючих радянських військ, які в той час проводили завершальний етап Білоруської стратегічної операції, а також Ломжа-Ружанську наступальну операцію і Сероцьку наступальну операцію. Відсторонений від командування і відрахований в резерв 27 січня 1945 року за нищівну поразку на початку Східно-Прусської операції.
У червні 1945 року заарештований американською окупаційною владою. У 1948 році американським військовим судом засуджений до 15 років тюремного ув'язнення. Звільнений у 1952 році.

## Нагороди
- Орден Франца Йосифа, лицарський хрест (22 грудня 1913)
- Залізний хрест
  - 2-го класу (19 квітня 1914)
  - 1-го класу (8 серпня 1915)
- Орден Альберта (Саксонія), лицарський хрест 2-го класу з мечами (31 жовтня 1914)
- Орден Заслуг (Саксонія), лицарський хрест 2-го класу з мечами (10 лютого 1915)
- Військовий орден Святого Генріха, лицарський хрест (22 серпня 1915)
- Хрест «За військові заслуги» (Саксонія)
- Королівський орден дому Гогенцоллернів, лицарський хрест з мечами
- Орден «За заслуги» (Баварія) 4-го класу з мечами
- Бронзова медаль «За військові заслуги» (Австро-Угорщина)
- Хрест «За заслуги у війні» (Мекленбург-Стреліц) 2-го класу
- Почесний хрест ветерана війни з мечами
- Медаль «За вислугу років у Вермахті» 4-го, 3-го, 2-го і 1-го класу (25 років)
- Медаль «У пам'ять 1 жовтня 1938» із застібкою «Празький град»
- Застібка до Залізного хреста
  - 2-го класу (21 вересня 1939)
  - 1-го класу (2 жовтня 1939)
- Лицарський хрест Залізного хреста з дубовим листям і мечами
  - лицарський хрест (27 жовтня 1939)
  - дубове листя (№73; 17 лютого 1942)
  - мечі (№68; 26 травня 1944)
- Тричі відзначений у Вермахтберіхт (18 і 19 жовтня 1941, 21 січня 1944)
- Медаль «За зимову кампанію на Сході 1941/42»
- Нагрудний знак «За поранення» в чорному
- Орден «За заслуги перед Федеративною Республікою Німеччина», великий офіцерський хрест (1 березня або 24 листопада 1962)

Військова кар'єра
- 25 березня 1907 — фанен-юнкер
- 14 серпня 1908 — лейтенант
- 25 вересня 1914 — обер-лейтенант
- 22 травня 1916 — гауптман
- 1 березня 1925 — майор
- 10 жовтня 1931 — оберст-лейтенант
- 1 лютого 1934 — оберст
- 1 квітня 1937 — генерал-майор
- 1 жовтня 1939 — генерал-лейтенант
- 1 червня 1940 — генерал танкових військ
- 1 січня 1942 — генерал-полковник